# トラック野郎!B・J
トラック野郎!B・J（原題：B.J. and the Bear）は1979年から1981年まで米国のNBCで放映されたテレビドラマ。日本では日本テレビ系列で1980年にシーズン1&2を放送、また1982年にはシーズン3のエピソードを「爆走する7人の白雪姫!!BJ&トラックギャル」の邦題で放送された。

## 内容
レッドにホワイトストライプカラーのトレーラー・トラック（ケンワースK-100エアロダイン）を運転するベトナム帰りのビリー・ジョー・（B.J.）マッケイとチンパンジーの相棒ベアとの珍道中を描く。開始当初のシーズン1では悪徳保安官・ロボとの対決が中心だったが、シーズン3ではロサンゼルスに運送会社「ベア・カンパニー」を設立し、7人の美人トラッカーを配下に置いて活躍するという内容に変わった。番組のバックミュージックには、当時のヒット曲が多く使われており、1979年から1981年のアメリカを代表される選曲ばかりであった。

## 登場人物
ビリー・ジョー・（B.J.）マッケイ
ベトナム戦争帰りの青年。愛称はBJ。トラック運送業をしており、「違法品でなければ、どんな物でも１マイル１ドルで運ぶ」というのをモットーとしている。（「どんな物」には動物や人間も含まれる。）
ベア
BJの相棒のチンパンジー。BJがベトナム戦争で負傷していたところをベアに助けられたことで、それ以降はずっと一緒にいる。単なるマスコットに留まらず、時にはトラブルメーカー、時には主人公を助けたりと活躍する。
ロボ保安官
悪徳保安官。BJの活動を憎々しく思っており、あの手この手で妨害を仕掛けてくるが、いつもBJにしてやられる。
パーキンス保安官代理
ロボ保安官の助手。ロボの妨害工作を手伝うが、いつもドジを踏んでしまう。敵役ながら憎めないキャラクター。

## キャスト
- B.J.マッケイ：グレッグ・エヴィガン（声：柴田侊彦）
- エルロイ・ロボ保安官：クロード・エイキンズ（声：木村幌）（シーズン1）
- パーキンス保安官代理：ミルズ・ワトソン（声：青野武）（シーズン1）
- ホーキンス保安官代理：ブライアン・カーウィン（シーズン1）
- ケイン警部：エド・ローター（シーズン2）
- ラザフォード・グラント：マーレイ・ハミルトン（シーズン3）
- スタックス：ジュディ・ランダース（シーズン3）
- キャリー：リンダ・マッカロー（シーズン3）
- サマンサ：バーバラ・ホーラン（シーズン3）
- テリー：キャンディ・ブロー（シーズン3）
- ジェリ：ランディ・ブロー（シーズン3）
- アンジー：シーラ・デウィント（シーズン3）
- シンディ・グラント：シェリリン・ウォルター（シーズン3）

## ザ・ミスアドベンチャー・オブ・シェリフ・ロボ
シーズン1に敵役として登場した悪徳保安官・ロボが思いのほか人気が出たため、1979年9月よりNBCでロボを主人公としたスピンオフシリーズ“The Misadventures of Sheriff Lobo”がスタートした。ジョージア州の架空の地「Orly郡」を舞台に、ロボと、彼と共に「BJ」から移った部下のパーキンス、ホーキンスの3人がドタバタ劇を繰り広げた。開始当初はマッケイがワンシーンのみで登場したり、「BJ」とクロスオーバーしたエピソードでシーズン1 #6と#7「Run for the Money:Part 2・3」も作られた。フランキー・レインが歌う主題歌は製作総指揮のグレン・A・ラーソン自身が作詞作曲を手がけた。好評のためシーズン2も“Lobo”のタイトルで制作されたが、舞台を大都会のアトランタに移すという方針転換が裏目に出て、「BJ」共々このシーズンで打ち切られた（日本未放映）。

## スタッフ
- 製作総指揮 - グレン・A・ラーソン、マイケル・スローン
- 企画 - グレン・A・ラーソン、クリストファー・クロウ
- 音楽 - ステュー・フィリップス、ウィリアム・ブロートン
- 製作 - グレン・A・ラーソン・プロダクション、ユニバーサルTV
- 放映 - 米国NBC